# Sunderland (Vermont)
Sunderland ist eine Town im Bennington County des Bundesstaates Vermont in den Vereinigten Staaten mit 1056 Einwohnern (laut Volkszählung von 2020).

## Geografie

### Geografische Lage
Sunderland liegt zentral im Bennington County, in den Green Mountains. Durch den Nordwesten fließt in südlicher Richtung der Batten Kill. Die kleineren Flüsse der Town fließen in westlicher Richtung und münden in ihn. Im Osten befinden sich kleinere Seen. Der größte ist der Branch Pond. Die Oberfläche der Town ist sehr hügelig mit einigen tieferen Schluchten, und die höchste Erhebung ist der 1040 m hohe Glastenbury Mountain North Peak.

### Nachbargemeinden
Alle Angaben als Luftlinien zwischen den offiziellen Koordinaten der Orte aus der Volkszählung 2010.
- Norden: Manchester, 2,8 km
- Nordosten: Winhall, 11,1 km
- Osten: Stratton, 16,7 km
- Südosten: Somerset, 11,2 km
- Süden: Glastenbury, 3,6 km
- Südwesten: Shaftsbury, 16,4 km
- Westen: Arlington, 17,5 km
- Nordwesten: Sandgate, 12,9 km

### Klima
Die mittlere Durchschnittstemperatur in Sunderland liegt zwischen −7,78 °C (18 °Fahrenheit) im Januar und 18,3 °C (65 °Fahrenheit) im Juli. Damit ist der Ort gegenüber dem langjährigen Mittel der USA um etwa 10 Grad kühler. Die Schneefälle zwischen Oktober und Mai liegen mit über fünfeinhalb Metern knapp doppelt so hoch wie die mittlere Schneehöhe in den USA, die tägliche Sonnenscheindauer liegt am unteren Rand des Wertespektrums der USA.

## Geschichte
Der Grant für Sunderland wurde am 30. Juli 1761 durch Benning Wentworth im Rahmen seiner New Hampshire Grants mit 23.040 acres (etwa 93 km²) vergeben. Die Besiedlung startete im Jahr 1766 durch Siedler aus Connecticut. Die konstituierende Versammlung der Town fand 1769 statt.
Der Grant wurde einen Tag nach dem Grant von Arlington vergeben und viele der hier Begünstigten finden sich auch unter denen von Arlington. Während des Amerikanischen Unabhängigkeitskriegs lebten Ethan und Ira Allen in Sunderland. Andere der Green Mountain Boys wie Remember Baker, Thomas Chittenden und Seth Warner lebten in Arlington.

### Einwohnerentwicklung
| Volkszählungsergebnisse – Town of Sunderland, Vermont | Volkszählungsergebnisse – Town of Sunderland, Vermont | Volkszählungsergebnisse – Town of Sunderland, Vermont | Volkszählungsergebnisse – Town of Sunderland, Vermont | Volkszählungsergebnisse – Town of Sunderland, Vermont | Volkszählungsergebnisse – Town of Sunderland, Vermont | Volkszählungsergebnisse – Town of Sunderland, Vermont | Volkszählungsergebnisse – Town of Sunderland, Vermont | Volkszählungsergebnisse – Town of Sunderland, Vermont | Volkszählungsergebnisse – Town of Sunderland, Vermont | Volkszählungsergebnisse – Town of Sunderland, Vermont |
| Jahr                                                  | 1700                                                  | 1710                                                  | 1720                                                  | 1730                                                  | 1740                                                  | 1750                                                  | 1760                                                  | 1770                                                  | 1780                                                  | 1790                                                  |
| ----------------------------------------------------- | ----------------------------------------------------- | ----------------------------------------------------- | ----------------------------------------------------- | ----------------------------------------------------- | ----------------------------------------------------- | ----------------------------------------------------- | ----------------------------------------------------- | ----------------------------------------------------- | ----------------------------------------------------- | ----------------------------------------------------- |
| Einwohner                                             |                                                       |                                                       |                                                       |                                                       |                                                       |                                                       |                                                       |                                                       |                                                       | 414                                                   |
| Jahr                                                  | 1800                                                  | 1810                                                  | 1820                                                  | 1830                                                  | 1840                                                  | 1850                                                  | 1860                                                  | 1870                                                  | 1880                                                  | 1890                                                  |
| Einwohner                                             | 557                                                   | 576                                                   | 496                                                   | 463                                                   | 437                                                   | 479                                                   | 567                                                   | 553                                                   | 655                                                   | 633                                                   |
| Jahr                                                  | 1900                                                  | 1910                                                  | 1920                                                  | 1930                                                  | 1940                                                  | 1950                                                  | 1960                                                  | 1970                                                  | 1980                                                  | 1990                                                  |
| Einwohner                                             | 518                                                   | 494                                                   | 409                                                   | 375                                                   | 442                                                   | 493                                                   | 566                                                   | 601                                                   | 768                                                   | 872                                                   |
| Jahr                                                  | 2000                                                  | 2010                                                  | 2020                                                  | 2030                                                  | 2040                                                  | 2050                                                  | 2060                                                  | 2070                                                  | 2080                                                  | 2090                                                  |
| Einwohner                                             | 850                                                   | 956                                                   | 1.056                                                 |                                                       |                                                       |                                                       |                                                       |                                                       |                                                       |                                                       |

## Wirtschaft und Infrastruktur

### Verkehr
Der U.S. Highway 7 verläuft durch den Westen der Town in nord-südlicher Richtung von Manchester im Norden nach Bennington im Süden, östlich des Batten Kill. Westlich des Batten Kill verläuft die Vermont State Route 7A.
Sunderland liegt an der Güterbahnstrecke Rutland–Hoosick Junction.

### Landwirtschaft
In Sunderland wird das Randall-Rind auf der Farm von Samuel J. Randall gezüchtet. Es ist ein Dreinutzungsrind für Milch, Fleisch und die Arbeit. Widerstandsfähig, robust, intelligent und für die Weidehaltung geeignet.

### Öffentliche Einrichtungen
Neben den üblichen städtischen Einrichtungen und der öffentlichen Grundschule sind in Shaftsbury keine öffentlichen Einrichtungen angesiedelt. Das nächstgelegene Krankenhaus, das Southwestern Medical Center, befindet sich in Bennington.

### Bildung
Sunderland gehört mit Danby, Dorset, Langrove, Londonderry, Manchester, Mt. Tabor, Pawlet, Peru, Rupert, Weston und Winhall zur Bennington-Rutland Supervisory Union. In Sunderland befindet sich die Sunderland Elementary School, mit Schulklassen von Kindergarten bis zum sechsten Schuljahr. Für weiterführende Schulbildung müssen die umliegenden Gemeinden angefahren werden.
Es gibt keine öffentliche Bibliothek in Sunderland. Die nächsten befinden sich in Manchester, Arlington und Wilmington.

## Persönlichkeiten

### Söhne und Töchter der Stadt
- John Pease Sanderson (1816–1871), Politiker und Vertreter Vermonts im Repräsentantenhaus und im Senat von Florida
- Arthur Graves Canfield (1859–1947), Romanist und Literaturwissenschaftler